# Ceromitia phyrsima
Ceromitia phyrsima là một loài bướm đêm thuộc họ Adelidae. Loài này có ở Nam Phi.